# Paranisopodus
Paranisopodus es un género de escarabajos longicornios de la tribu Acanthocinini.

## Especies
- Paranisopodus acutus (Thomson, 1865)
- Paranisopodus amoenus Monné & Monné, 2017
- Paranisopodus antonkozlovi Nascimento & Santos-Silva, 2019
- Paranisopodus araguaensis Monne & Monne, 2007
- Paranisopodus genieri Monne & Monne, 2007
- Paranisopodus granulosus Monne & Monne, 2007
- Paranisopodus heterotarsus Monné & Martins, 1976
- Paranisopodus hovorei Monne & Monne, 2007
- Paranisopodus paradoxus Monné & Martins, 1976
- Paranisopodus peruanus Monne & Monne, 2007
- Paranisopodus thalassinus Santos-Silva & Devesa, 2021